# Polska Fundacja dla Afryki

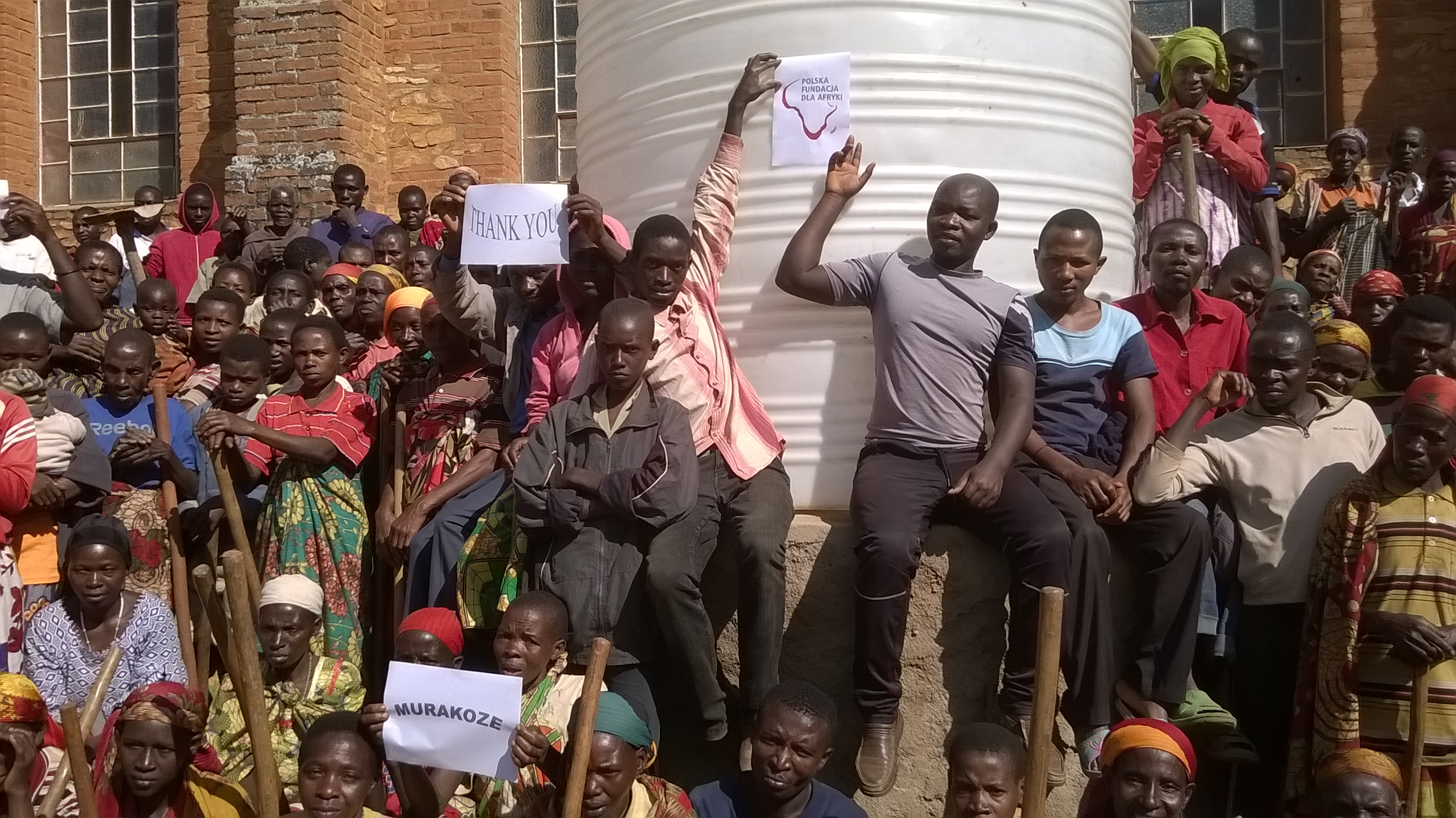
Mieszkańcy miejscowości Gatara (Burundi) na tle cysterny, sfinansowanej przez Polską Fundację dla Afryki. Fot. Teresa Dróździel.

Polska Fundacja dla Afryki – organizacja pozarządowa, której celem jest działalność publiczna na rzecz poprawy sytuacji materialnej oraz jakości życia najuboższych społeczności krajów Afryki.
Fundacja została zarejestrowana 22 marca 2012 r. Od początku swojej działalności Fundacja udzieliła pomocy w 26 krajach afrykańskich, gdzie zrealizowała ponad 500 projektów. Koncentruje się na finansowaniu budowy lub remontu szkół, studni, budowie lub wyposażeniu przychodni, wielu laboratoriów i szpitali. Fundacja najchętniej finansuje projekty, które dają możliwość zapewnienia samowystarczalności (żywnościowej, albo finansowej) lokalnej organizacji, pomagającej miejscowej ludności (np. młyn w miejscowości Helota w Togo, czy gospodarstwo dla domu sierot w Mampikony na Madagaskarze). Fundacja finansuje również projekty interwencyjne, gdy sytuacja tego wymaga (np. dożywanie w czasie klęski głodu w Burundi). Największymi dotąd projektami Fundacji jest budowa 2 szpitali na Madagaskarze -  4-piętrowego Szpitala Polskiego w Antsirabe na Madagaskarze oraz Szpitala w Mampikony.
W 2018 r. Fundacja zorganizowała misję medyczną w Antsirabe na Madagaskarze. 7 lekarzy przeprowadziło ponad 400 konsultacji pediatrycznych i ponad 60 operacji. Fundacja zostawiła także w szpitalu sprzęt medyczny o wartości 17 tys. zł. W 2019 r. miały miejsce 2 misje medyczne na Madagaskar, w których udzielono pomocy medycznej ponad 3 tysiącom osób. Po 2020 roku Fundacja zorganizowała również misje w Tanzanii, Kamerunie oraz na Madagaskarze.
Organizacja działa też na terenie Polski, prowadząc działania edukacyjne (wystawy w szkołach, warsztaty dla młodzieży, finansowanie konferencji dla studentów medycyny).
5 grudnia 2018 r. Fundacja uzyskała status organizacji pożytku publicznego. Od stycznia 2020 r. można przekazywać 1% swojego podatku na cele statutowe Fundacji. 

## Działanie
Pomoc świadczona przez Polską Fundację dla Afryki jest możliwa głównie dzięki wsparciu indywidualnych darczyńców. Fundacja prowadzi cykliczne kampanie w prasie oraz mediach społecznościowych, których celem jest edukacja oraz pozyskanie środków na realizację kolejnych projektów.
Fundacja jest łącznikiem pomiędzy organizacjami działającymi lokalnie w Afryce i ludźmi w Polsce, którzy chcą pomagać. Fundacja zaprasza do współpracy organizacje działające w Afryce.
Fundacja regularnie publikuje sprawozdania finansowe i merytoryczne ze swojej działalności

## Zarząd Fundacji
Prezes – Wojciech Zięba
Wiceprezes – Justyna Kiliańczyk-Zięba

## Kraje, w których Fundacja zrealizowała projekty pomocowe
Angola, Benin, Burkina Faso, Burundi, Czad, DRK, Etiopia, Gabon, Gambia, Ghana, Kamerun, Kenia, Liberia, Kongo, Madagaskar, Malawi, Nigeria, Republika Południowej Afryki, Republika Środkowoafrykańska, Rwanda, Senegal, Tanzania, Togo, Uganda, Wybrzeże Kości Słoniowej, Zambia